# پاگانیسم

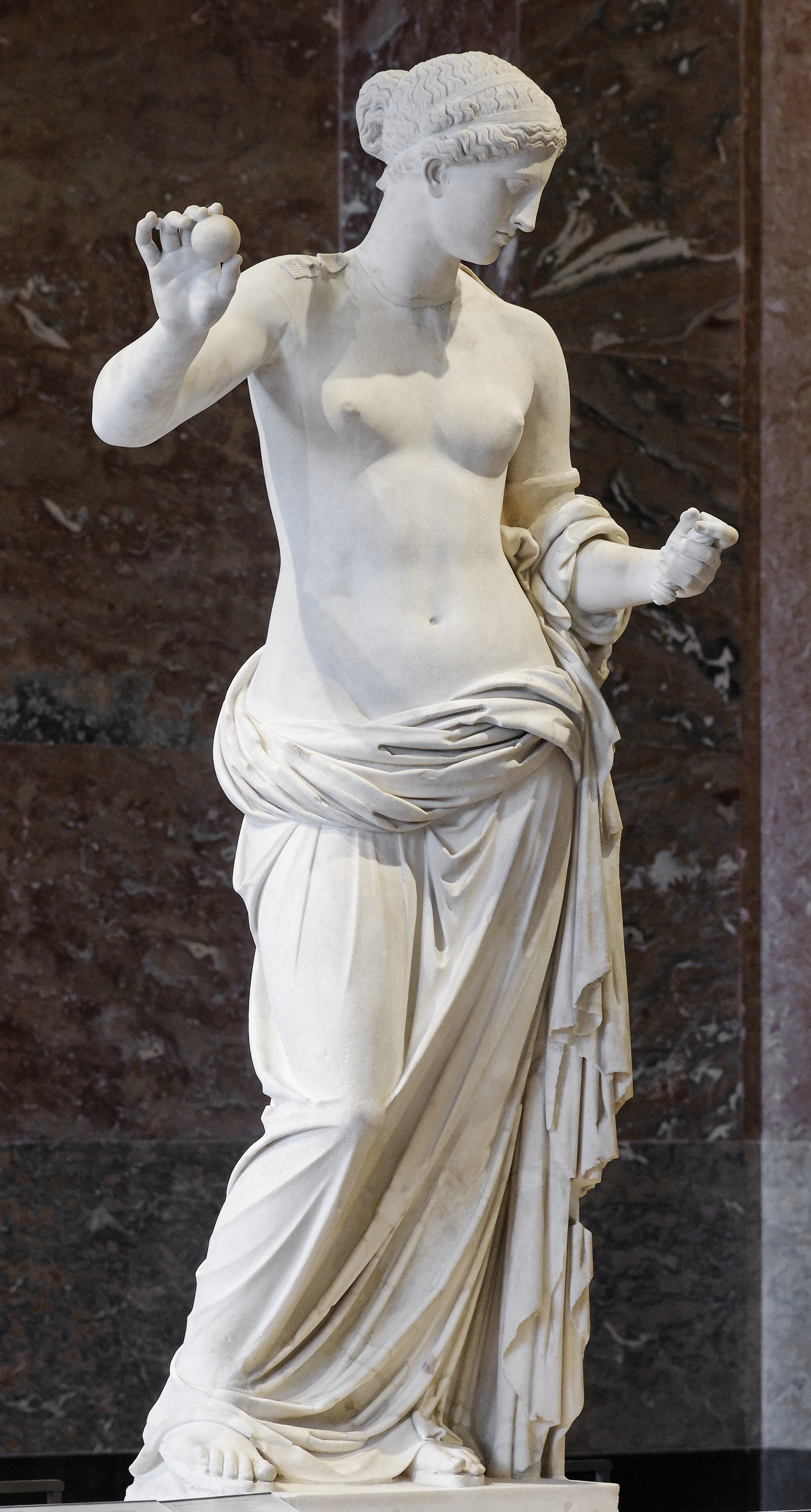
ونوس که سیب هسپریدس را در دست دارد.

پاگانیسم یا پِیگِنیسم، به معنی لغوی روستایی، اصطلاحی است که اولین بار در سدهٔ چهاردهم میلادی توسط مسیحیان اولیه برای توصیف کسانی در امپراتوری روم به کار می‌رود که چندخداپرست بودند یا پیرو ادیان قومی‌ای، به غیر از یهودیت بودند. در زمان امپراتوری روم، این افراد یا به این دلیل که به نسبت جمعیت مسیحی روستایی و استانی بودند، یا به این دلیل که «سربازان مسیحی» نبودند در طبقه پاگانیسم قرار می‌گرفتند.یونانی‌ها, جنتیل, و heathen اصطلاحات جایگزین مورد استفاده در متون مسیحی بودند. قربانی کردن بخشی جدایی ناپذیر از اسطوره‌شناسی یونانی-رومی باستان بود. و به عنوان نشانه ای از پاگان یا مسیحی بودن شخص در نظر گرفته می‌شد. پاگانیسم به‌طور گسترده به «دین خرده‌دهقان‌پیشه‌گی» اشاره کرده است.
این ادیان هنگام ظهور مسیحیت در اورشلیم و گسترش آن در غرب و سرزمین‌های تابع روم، بسیار شایع و متداول بوده و به‌این ترتیب رقیبی جدی و سرسخت برای مسیحیت محسوب می‌شدند. از اینرو کلمه پاگان برای مسیحیان، هم‌معنی کافر یا مشرک یا کسی است که از دین دور شده است. گفته می‌شود «پاگانیسم» (که از کلمه لاتین Paganus مشتق شده است) در واژه به معنی دین مردم روستایی می‌باشد. توضیح این که بعد از فراگیر شدن مسیحیت در اروپا، ادیان قدیمی مانند پرستش خدایان یونانی، رومی و مصری در شهرهای اصلی برچیده شدند ولی در برخی روستاهای دور افتاده باقی ماندند. مسیحیت برخی از مراسم آیینی و مفاهیم خود را از ادیان پاگان به ارث برده است.
در طول قرون وسطی و پس از آن، اصطلاح «پاگانیسم» به «هر دین غیر مسیحی» گفته می‌شد و این اصطلاح اعتقاد به خدای دروغین را فرض می‌کرد. منشأ گفتن اصطلاح «پاگانیسم» در چندخداپرستی مورد بحث است. در قرن نوزدهم، پاگانیسم به عنوان خود توصیفی توسط اعضای گروه‌های هنری مختلف با الهام از تاریخ باستان پذیرفته شد. در قرن بیستم، توسط معتقدان به نئوپاگانیسم، جنبش‌های نئوپاگانیسم مدرن و بازسازی‌گرایی چندخداپرستی به‌عنوان یک خود توصیف‌گر به کار گرفته شد. سنت‌های پاگانیسم مدرن اغلب باورها یا اعمالی مانند طبیعت‌پرستی را در بر می‌گیرد که با اعتقادات بزرگ‌ترین ادیان جهان متفاوت است.
دانش معاصر در مورد ادیان و عقاید پاگانیسم از منابع متعددی به دست آمده است، از جمله سوابق انسان‌شناسی پژوهش میدانی، شواهد باستان‌شناسی، و گزارش‌های تاریخی نویسندگان باستان در مورد فرهنگ‌های شناخته شده اروپای دوران باستان. اکثر نئوپاگانیسمهای موجود امروزی جهان‌بینی را بیان می‌کنند که همه‌خدایی، خدافراگیردانی، چندخدایی یا جاندارانگاری است، اما برخی نیز یکتاپرست هستند.

## پاگان
از همان ابتدا باید تأکید کرد که مردم تا قرن بیستم خود را «پاگان» نمی‌خواندند تا دینی را که به آن معتقد هستند را توصیف کنند. مفهوم پاگان، در قالب کنونی اش، توسط کلیسای اولیه مسیحی ایجاد شد. این برچسبی بود که مسیحیان به دیگران می‌زدند، یکی از ضدیت‌هایی که در فرایند تعریف از خود «مسیحی» نقش اساسی داشت. به این ترتیب، در طول تاریخ از آن به‌طور کلی به معنای تحقیرآمیز استفاده می‌شد.
اصطلاح پاگان از لاتین پسین paganus گرفته شده است که در دوره لاتین رنسانس احیا شد. «پاگانوس» که خود از لاتین کلاسیک pagus که در اصل به معنای «منطقه مشخص شده با نشانگرها» مشتق شده بود، به معنای «از یا مربوط به حومه شهر»، «اهالی روستا»، «روستایی» نیز آمده بود. با بسط، 'روستیک'، 'یادنگرفته'، 'دهاتی'، 'روستایی نادان یا کودن'; در زبان حرفه‌ای نظامی رومی، «غیر رزمنده»، «غیرنظامی»، «سرباز غیر ماهر». مربوط به pangere ('بستن', 'برای رفع یا الصاق') و در نهایت از زبان نیاهندواروپایی *pag- (' درست کردن به همین معنا) می‌آید.
پذیرفتن «پاگانوس» توسط مسیحیان لاتین به عنوان واژه ای همه‌جانبه و تحقیرآمیز برای چندخداپرستان، نشان‌دهنده پیروزی غیرقابل پیش‌بینی و طولانی مدت در یک گروه مذهبی، از کلمه ای از زبان لاتین است که در اصل فاقد معنای مذهبی است. این دگرگونی در معنی فقط در غرب لاتین و در ارتباط با کلیسای لاتین رخ داد. در جاهای دیگر، هلنی یا غیر یهودی کلمه (ethnikos) برای چندخداپرست باقی ماند. و «پاگانوس» به عنوان یک اصطلاح کاملاً سکولار، با مضامین فرعی و معمولی ادامه یافت.

— پیتر براون (تاریخ)، اواخر باستان، ۱۹۹۹

## توحید پاگانی
«توحید پاگانی» (Pagan Monotheism) به نوعی متفاوت یا مستقل از توحیدی گفته می‌شود، که به اصطلاح توحید وحی یا ابراهیمی نامیده می‌شود.

## تفاوت پاگانیسم و پانتئیسم
پانتئیسم یا همه‌خدایی که از کلمات یونانی پان (به معنی همه) و تئوس (به معنای خدا) گرفته شده است در همه‌خدایی اعتقاد به این است که جهان و خدا یکی هستند. به عبارت دیگر، خداوند موجودی مجزا از عالم طبیعت نیست، بلکه خود عالم طبیعت است. یک نظام اعتقادی فلسفی است که جهان را به عنوان موجودی الهی و به هم پیوسته می‌بیند. فرض می‌کند که جهان و خدا یکی هستند و هر چیزی که در هستی وجود دارد بیانی از امر الهی است. این بدان معناست که بین مادی و معنوی جدایی وجود ندارد و جهان طبیعت با ذات الهی آغشته است. پانتئیست‌ها اغلب طبیعت را مقدس می‌دانند و به خوبی ذاتی جهان معتقدند. برخلاف پانتئیسم، پاگانیسم لزوماً جهان را الهی نمی‌داند، بلکه الوهیت را در خدایان و الهه‌ها، ارواح و دیگر موجودات مختلف می‌بیند. به عبارت دیگر همه پاگانیسم‌ها معتقد نیستند که جهان طبیعی و الوهیت جدایی‌ناپذیر هستند.